# Genetta felina
Genetta felina is een zoogdier uit de familie van de Civetkatachtigen (Viverridae). De wetenschappelijke naam van de soort werd voor het eerst geldig gepubliceerd door Thunberg in 1811. De soort werd in 2005 afgesplitst van de genetkat (Genetta genetta).

## Voorkomen
De soort komt voor in Botswana, Lesotho, Namibië en Zuid-Afrika.